# Brachystelma pauciflorum
Brachystelma pauciflorum là một loài thực vật có hoa trong họ La bố ma. Loài này được Duthie mô tả khoa học đầu tiên năm 1911.